# 山北町 (新潟県)

岩船地域における平成の大合併。当町は最北部に位置した。

山北町（さんぽくまち）は、新潟県の最北端、日本海沿岸にあった町である。2008年4月1日に村上市、荒川町、神林村、朝日村と合併し、村上市となった。

## 地理

山あいに位置する雷集落（2010年）

北部は山形県との県境に面しており、海側では漁村の集落の中に県境が引かれている（詳細は鼠ヶ関を参照）。町の93%を森林が占めており、農地は2%ほどあるのみである。
町内には海岸部や河川流域などに48の集落がある。大川河口部（JR府屋駅周辺）には街区が形成され、町の行政や経済活動の中心となっている。
- 山：新保岳、日本国
- 河川：大川、勝木川、葡萄川
- 湖沼：

### 隣接していた自治体
- 新潟県
  - 村上市
  - 岩船郡：朝日村
- 山形県
  - 鶴岡市

## 歴史
地域は古くから山北郷、葡萄山北と呼ばれてきた。
- 1889年4月1日 - 町村制施行に伴い、岩船郡 黒川俣村、八幡村、大川谷村、中俣村、下海府村が成立。
- 1955年3月31日 - 黒川俣村、八幡村、大川谷村、中俣村、下海府村が合併し、山北村が発足。
- 1965年11月3日 - 山北村が町制施行し山北町となる。
- 2008年4月1日 - 村上市、荒川町、神林村、朝日村と合併し、新たに村上市となった。

## 行政
- 町長：大滝平正（1999年4月27日から）

## 経済

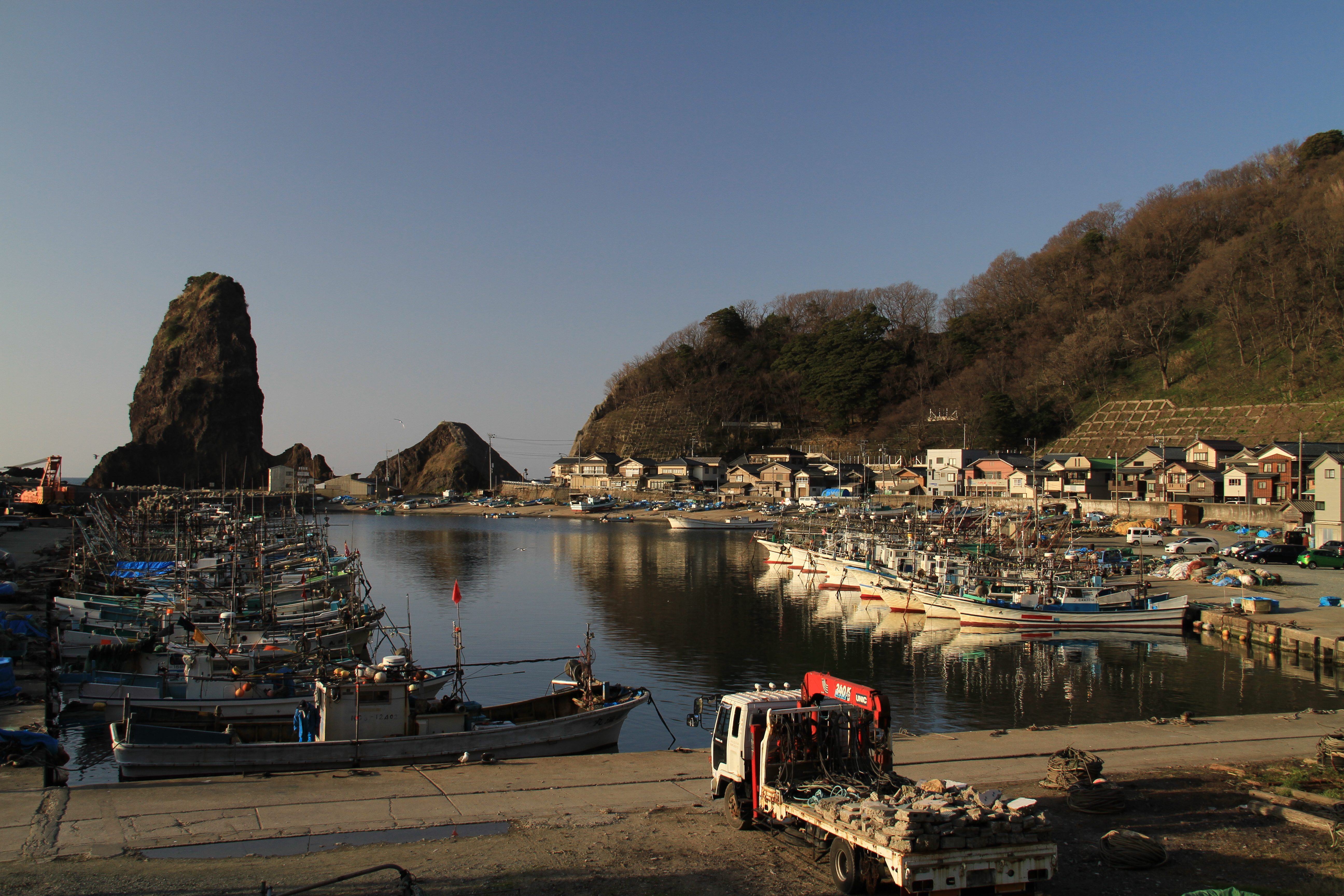
寝屋漁港

### 産業
- 主な産業

土地を活かした農林漁業を基幹産業とするほか、笹川流れなどの観光産業が盛んである。また、自然塩や竹炭、羽越しな布が生産されている。林業に関連して、伝統的な焼畑による赤カブ（温海かぶ）栽培も行われている。

#### 漁業
町内には5つの漁港があり、このうち寝屋漁港は県営である。
- 中浜漁港
- 府屋漁港
- 寝屋漁港
- 脇川漁港
- 桑川漁港

## 教育
- 山北中学校
  - 山北町立大川谷小学校
  - 山北町立中継小学校
  - 山北町立小俣小学校
  - 山北町立雷小学校
  - →平成16年4月山北町立さんぽく北小学校に統合。
  - 山北町立黒川俣小学校
  - 山北町立八幡小学校
  - 山北町立寒川小学校
  - 山北町立桑川小学校
  - →平成16年4月山北町立さんぽく南小学校に統合。
- さんぽく北小学校
- さんぽく南小学校

→2019年（平成31年）3月、「さんぽく北小学校」と「さんぽく南小学校」が統合し、2019年4月に「さんぽく小学校」（校舎は「さんぽく南小学校」の建物を利用）として開校。

## 施設

### 医療施設
- 山北徳洲会病院

## 交通
合併前時点での公共交通としては、JR線が沿岸部を南北に走るほか、新潟交通北（→新潟交通観光バス）による生活交通確保バスが運行されていた。

### 鉄道路線
- 東日本旅客鉄道（JR東日本）
  - 羽越本線：桑川駅 - 今川駅 - 越後寒川駅 - 勝木駅 - 府屋駅

### 道路

#### 高速道路
日本海東北自動車道の建設計画があるが開通には至っていない。

#### 一般国道
- 国道7号
- 国道345号（日本海夕日ライン）
  - 道の駅笹川流れ（JR桑川駅併設） - 合併前は山北町の、合併後も山北地区のアンテナショップ的存在である。
  - 日本海パークライン - 周辺一帯が日本風景街道のひとつとなっている。

#### 県道
- 新潟県道6号山北朝日線
- 新潟県道・山形県道52号山北関川線

## 名所・旧跡・観光スポット
- 笹川流れ（国の名勝天然記念物。遊覧船に乗り海上から遊覧できるほか、観光列車海里の車窓から楽しめる）
- 海水浴場（中浜、碁石、寒川、今川、板貝、笹川、桑川、鳥越山）
- 出羽街道
- 筥堅八幡宮社叢（国の天然記念物）
- さんぽく生業の里 - 山熊田集落にある羽越しな布の体験施設。
- 山熊田長期滞在施設（ビラ・フォレスト）
- 勝木ゆり花温泉
  - 山北ゆり花温泉 交流の館「八幡」 - 旧校舎を改装して2001年4月にオープンした体験・宿泊施設[8]。
  - ゆり花会館（日帰り温泉施設）
- 脇川大橋海洋釣堀
- 吉祥清水

出典：

## 文化
- 山北のボタモチ祭り （国の重要無形民俗文化財）
- あく笹巻き